# Август (Лигница)
Август фон Лигница (на полски: August hrabia legnicki, на немски: Graf August von Liegnitz; * 21 август 1627, Бжег; † 14 май 1679, Семиславица при Пшеворно) от клон Лигница на рода на Силезийските Пясти, е фрайхер на Легница/Лигница от 1628 г. и граф на Легница от 1664 г.

## Живот
Той е син на херцог Йохан Кристиан фон Бриг (1591 – 1639) и втората му съпруга Анна Хедвиг фон Зицш (1611 – 1639), дъщеря на Фридрих фон Зицш, дворцов маршал на племенника му епископа на Бреслау Йохан VI. През 1627 г. император Фердинанд II я прави фрайин фон Зицш. Децата им получават титлата фрайхер или граф фон Лигниц.
Август е брат на Зигмунд (1632 – 1664), фрайхер на Легница, Георг III (1611 – 1664), херцог на Бриг, Лудвиг IV (1616 – 1663), херцог на Лигница (Легница), и Кристиан (1618 – 1672), херцог на Бриг.
Август е направен на 18 февруари 1628 г. барон на Лигница. На 12 януари 1664 г. в Регенсбург император Леополд I го прави граф на Лигница и хауптман на Княжество Бриг.
През 1653 г. братята наследяват Херцогството Легница с Волау от умрелия им бездетен чичо херцог Георг Рудолф и разделят собствеността.
Август умира на 14 май 1679 г. на 51 години в своя замък в Семиславица и на 28 септември 1679 г. е погребан в „Св. Троица“ в Пшеворно.

## Фамилия
Първи брак: на 8 октомври 1653 г. с фрайин Елизабет фон Рупау († 25 април 1660), вдовица на фрайхер Каарл Деодат фон Царадек, дъщеря на фрайхер Йохан Адам Рауповски фон Раупов и фрайин Елизабет фон Мартиниц. Те имат три деца:
- Кристиан Август (* 30 април 1655; † 26 май 1671)
- Анна Луиза Елизабет (* 18 януари 1658; † 2 ноември 1659)
- Йоханна Елизабет (*/† 5 април 1660)

Втори брак: на 2 август 1665 г. в Диленбург с принцеса Елизабет Шарлота фон Насау-Диленбург (* 2 юни 1643, Диленбург; † 2 март 1686, Рааб, Унгария), дъщеря на граф Георг Лудвиг фон Насау-Диленбург (1618 – 1656) и принцеса Анна Августа фон Брауншвайг-Волфенбютел (1612 – 1673). Бракът е бездетен.
Вдовицата му Елизабет Шарлота фон Насау-Диленбург се омъжва втори път (1680) за граф граф Фердинанд Гоберт от Аспремонт-Линден (1645 – 1708).